# 五十殿利治
五十殿 利治（おむか としはる、1951年 - ）は、日本の美術史学者、筑波大学名誉教授・特命教授。研究分野は、芸術学・近代美術史（中心は20世紀初頭）。とりわけロシア・アヴァンギャルド、大正期新興美術運動が専門。著作・翻訳書を多く刊行するほか、展覧会企画にも度々関わった。

## 経歴
東京都生まれ。1975年早稲田大学第一文学部美術史学科卒業、1978年同大学文学研究科芸術学博士後期課程中退。1978年から1985年まで北海道立近代美術館学芸員。1985年筑波大学専任講師、1992年助教授、2002年教授、人間総合科学研究科芸術学専攻長および同研究科副研究科長・研究科長、同大芸術系長・執行役員を歴任。2017年同大を定年退職、同年特命教授。
1994年筑波大学に提出した学位論文「大正期新興美術運動の研究」により博士（芸術学）を取得。1995年著書『大正期新興美術運動の研究』により毎日出版文化賞奨励賞受賞。2017年度『非常時のモダニズム』で芸術選奨文部科学大臣賞受賞。1996年から1997年まで文部省在外研究員（Visiting Professor, Obermann Center for Advanced Studies, University of Iowa）。
2018年3月、著書『非常時のモダニズム』の成果によって、平成29年度（第68回）芸術選奨・文部科学大臣賞受賞。

## 企画した主な展覧会
- 極東ロシアのモダニズム1918-1928（2002年）：共同企画
  - 町田市立国際版画美術館（4月6日～5月19日）
  - 宇都宮美術館（5月26日～7月7日）
  - 北海道立函館美術館（7月16日～9月1日）

## 著書
- 『大正期新興美術運動の研究』（スカイドア、1995年、改訂版1998年）
- 『日本のアヴァンギャルド芸術　<マヴォ>とその時代』（青土社、2001年）
- 『観衆の成立―美術展・美術雑誌・美術史』（東京大学出版会、2008年）
- 『非常時のモダニズム―1930年代帝国日本の美術』（東京大学出版会、2017年）

### 共編著
- 『ロシア・アヴァンギャルド4　コンストルクツィア 構成主義の展開』土肥美夫共編、国書刊行会、1991年
- 『シュールレアリスムの美術と批評』 本の友社、2001年
- 『モダニズム／ナショナリズム』水沢勉共編、せりか書房、2003年
- 『クラシック／モダン 1930年代日本の芸術』河田明久共編、せりか書房、2004年
- 『観衆の成立 美術展・美術雑誌・美術史』 東京大学出版会、2008年
- 『板垣鷹穂　クラシックとモダン』森話社、2010年
- 『島村抱月の世界 ヨーロッパ・文芸協会・芸術座』井上理恵、五十殿利治、岩井眞實、林廣親、安宅りさ子、永田靖、共著（2021-11-25、社会評論社）ISBN 978-4-7845-1155-6

### 訳書
- ステファニー・バロン、モーリス・タックマン編『ロシア・アヴァンギャルド　1910-1930』（リブロポート（アール・ヴィヴァン選書）、1982年）
- カジミール・マレーヴィチ『無対象の世界』＜バウハウス叢書11＞（中央公論美術出版、1992年、新版2020年）
- 『マレーヴィチ画集』（ジャン＝クロード・マルカデ解説、リブロポート、1994年）